# Valwig

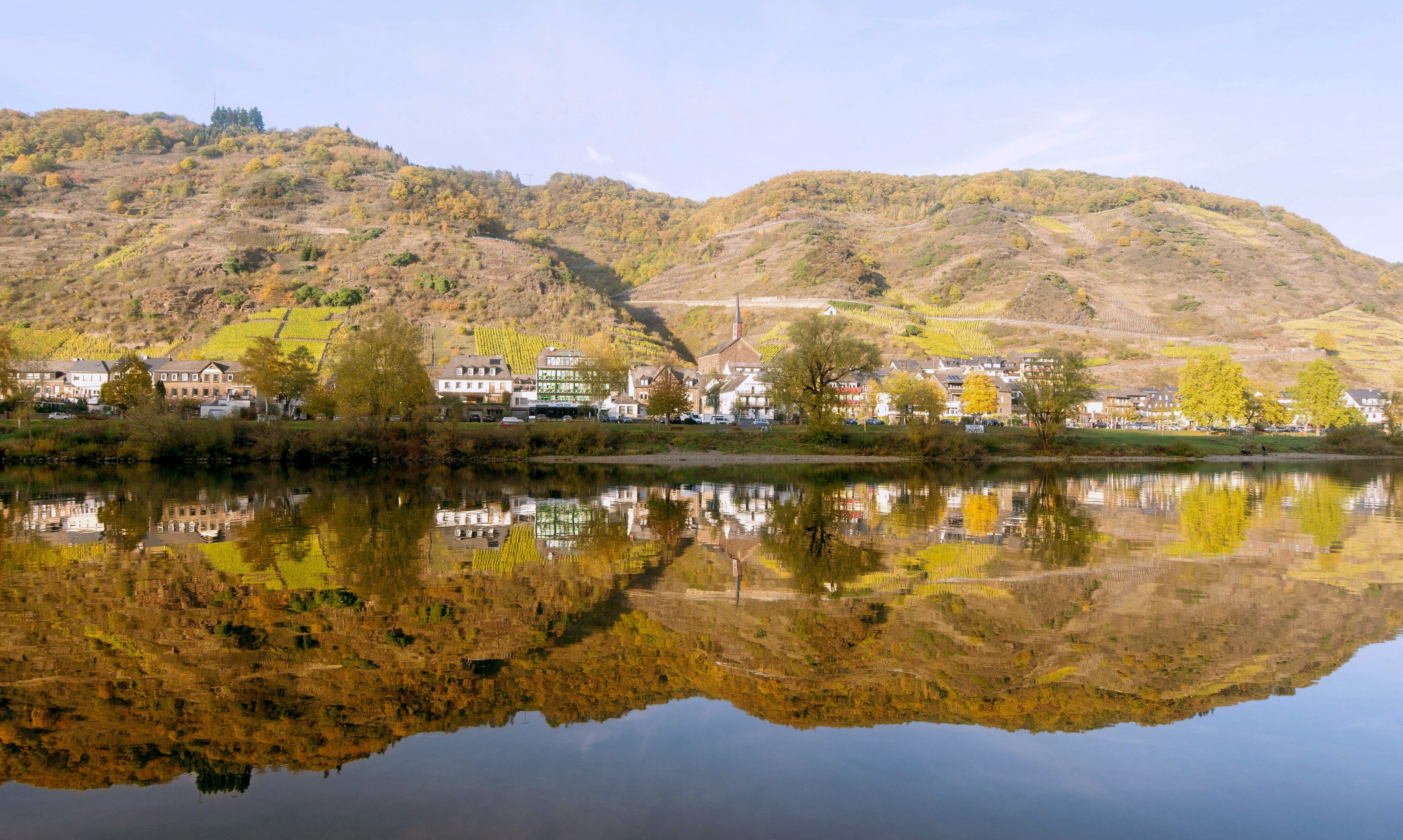
Valwig vom anderen Moselufer

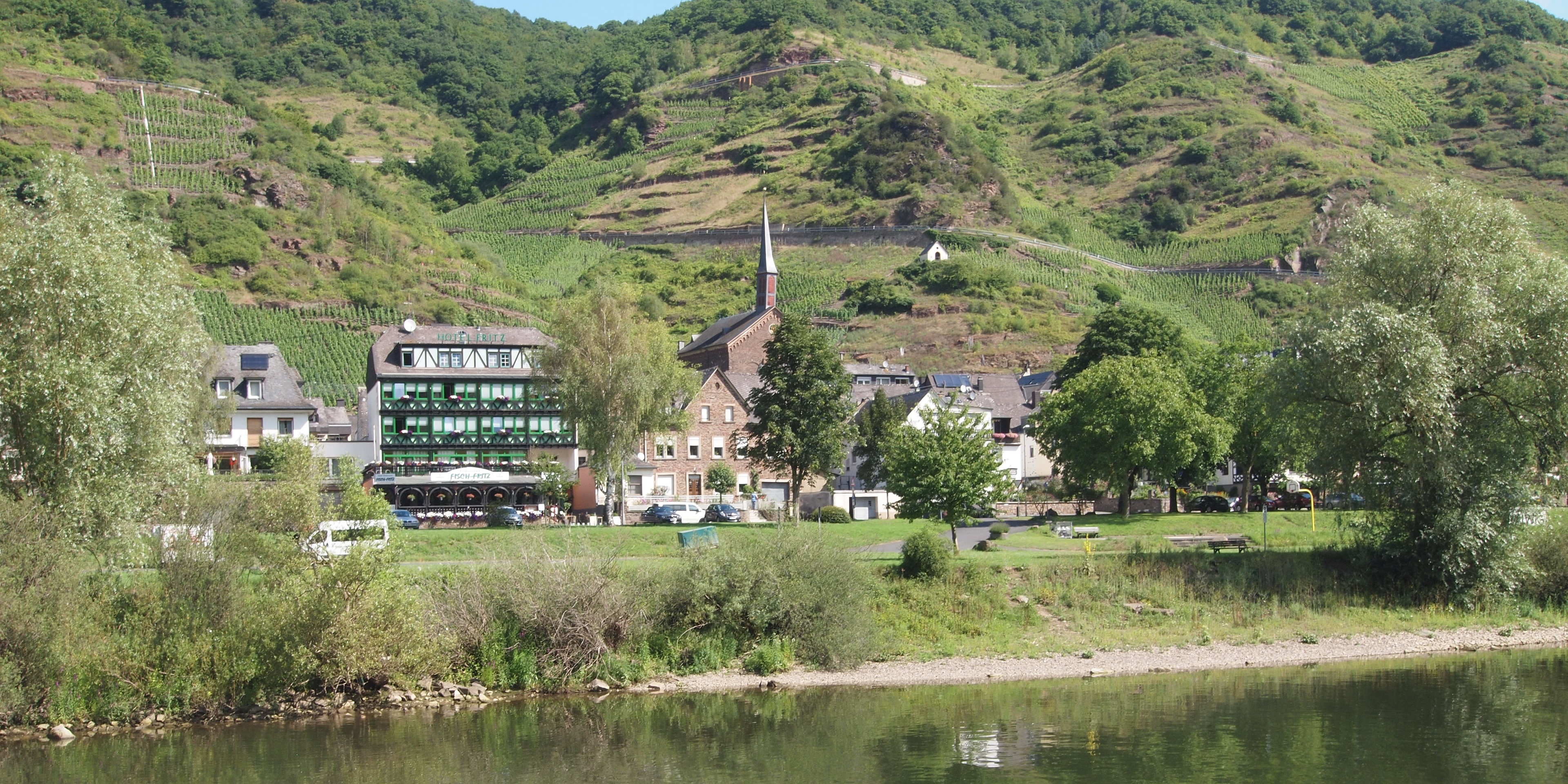
Valwig vom Fluss gesehen

Valwig ist ein Weinort an der Mosel im Landkreis Cochem-Zell in Rheinland-Pfalz. Die Ortsgemeinde gehört der Verbandsgemeinde Cochem an.

## Geographie

### Geographische Lage
Der Ort liegt am rechten Ufer der Mosel (Flusskilometer 55). Die Kreisstadt Cochem ist etwa drei Kilometer entfernt.

### Geologie
Das Moseltal gehört zum Rheinischen Schiefergebirge und ist durch steile und zerklüftete Berghänge gekennzeichnet.

### Gemeindegliederung
Die Gemeinde Valwig gliedert sich in die folgenden Ortsteile (mit Höhenangaben):
- Valwig (90 m ü. NHN)
- Valwigerberg (315 m ü. NHN)

### Nachbargemeinden
Die Gemarkung Valwig grenzt an der Mosel flussabwärts an Cochem, flussaufwärts an Bruttig-Fankel und ist durch die Mosel von Ernst getrennt. Über den Valwigerberg ist die Gemeinde Treis-Karden zu erreichen.

## Geschichte
In den ersten Urkunden wird Valwig als „Falavoia“" (866 n. Chr.), „Falaveia“ (893 n. Chr.) und „Valefayer“ (1130 n. Chr.) erwähnt. Man geht allerdings davon aus, dass Valwig schon von Kelten und Römern bewohnt wurde. Dafür spricht die kelto-romanischen Bezeichnung „Balbiacum“, was übersetzt „Siedlung des Balbius“ heißt. Valwig zählt somit zu den ältesten Moselorten. Mit der Besetzung des linken Rheinufers 1794 durch französische Revolutionstruppen endete die jahrhundertelange Herrschaft Kurtriers. 1815 wurde der Ort auf dem Wiener Kongress dem Königreich Preußen zugeordnet. Seit 1946 ist der Ort Teil des damals neu gebildeten Landes Rheinland-Pfalz.

## Politik

### Gemeinderat
Der Gemeinderat in Valwig besteht aus acht Ratsmitgliedern, die bei der Kommunalwahl am 9. Juni 2024 in einer Mehrheitswahl gewählt wurden, und der ehrenamtlichen Ortsbürgermeisterin als Vorsitzender.

### Bürgermeister
Tanja Schmidt wurde am 26. November 2024 Ortsbürgermeisterin von Valwig. Da bei der Direktwahl am 9. Juni 2024 kein Wahlvorschlag eingereicht wurde, oblag die Neuwahl des Bürgermeisters gemäß rheinland-pfälzischer Gemeindeordnung dem Rat. Da dieser zunächst keinen Kandidaten fand, und die bisherige Ortsbürgermeisterin und die Beigeordneten ihre Ämter niederlegten, wurde mit Wirkung zum 1. Oktober 2024 Wolfgang Lambertz, der Bürgermeister der Verbandsgemeinde, bis zur Amtseinführung eines neuen Bürgermeisters zum Beauftragten der Ortsgemeinde bestellt. Bei der dritten Sitzung des Rates im November 2024 konnte mit Tanja Schmidt einstimmig eine neue Ortsbürgermeisterin gewählt werden.
Schmidts Vorgängerin Angela Balensiefen übte das Amt von 2019 bis 2024 aus.
Balensiefens Vorgänger als Ortsbürgermeister war Klaus Zucchet.

## Kultur und Sehenswürdigkeiten

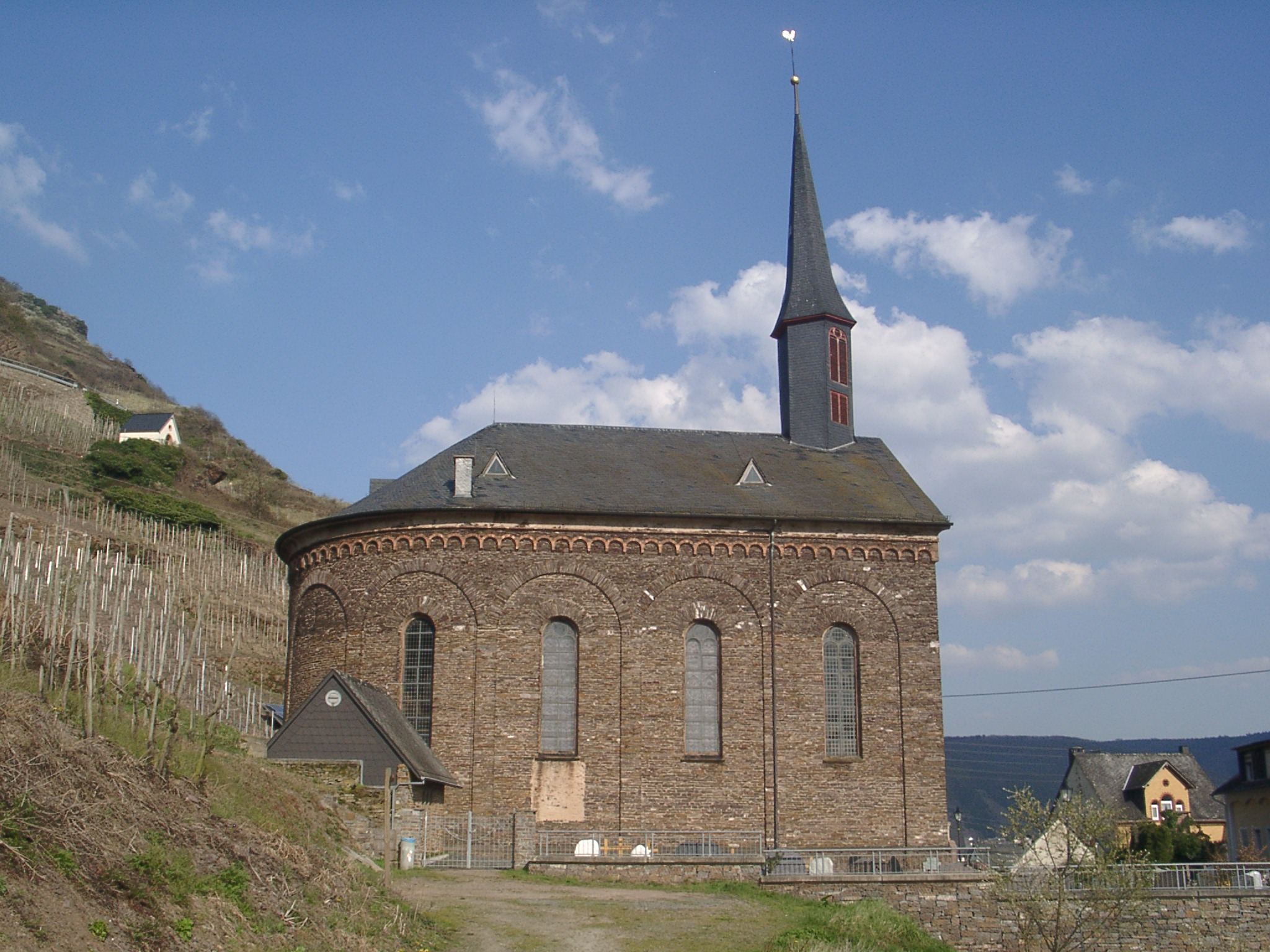
Pfarrkirche St. Martin

### Pfarrkirche St. Martin
Die in den Jahren 1823 bis 1827 von Johann Claudius von Lassaulx erbaute Pfarrkirche die über dem Ortsteil Valwig thront, gilt als erste neuromanische Kirche in Deutschland.

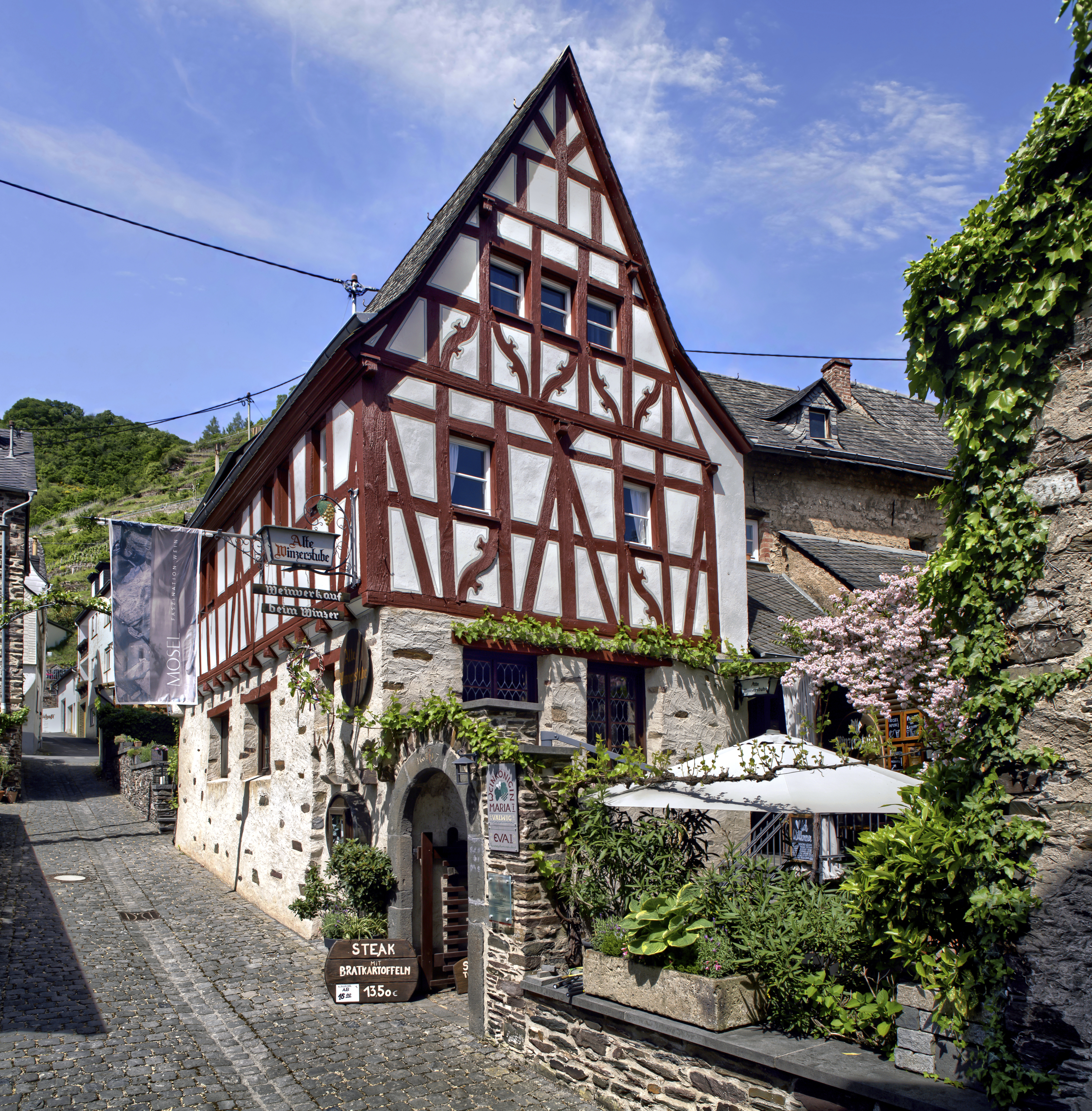
Alte Weinstube

### Wallfahrtskirche  St. Maria und Magdalena
Der Bau der kleinen Wallfahrtskapelle auf dem Valwigerberg geht zurück bis in die Mitte des 15. Jahrhunderts. Nach der Häufung von Berichten über Gebetserhörungen wurde sie vom Ritter Johann von Winneburg erbaut, um das „wundertätige Bild unserer lieben Frau vom Berge“ zu ehren.

## Wanderwege
Zwischen den Weinbergen von Valwig, Cond und Bruttig-Fankel, an denen hauptsächlich der Riesling angebaut wird, verlaufen zwei regionale Wanderwege. In Richtung Cochem und Valwigerberg verläuft der 7,5 Kilometer lange Apolloweg Valwig, dessen Namensgeber der Mosel-Apollofalter ist. Der Apolloweg, der erste Themenweg an der Mosel, wurde von der Gemeinde Valwig unter anderem mit Mitteln aus dem LEADER-II-Programm der Europäischen Union geschaffen.
Seit 2007 führt auch der 3,9 km lange Breva-Weg (auch Herrenbergsteig) moselaufwärts zum Ortsteil Valwigerberg und zur Nachbargemeinde Bruttig-Fankel. Hierbei handelt es sich um ein Gemeinschaftsprojekt der Weinorte Bruttig, Ernst und Valwig, aus deren Namensbestandteilen sich der Name des Weges ableitet. 17 Winzer gehören der Breva-Interessengemeinschaft an und produzieren gemeinsam aus Rieslingtrauben der Steillage den Breva-Wein.
Direkt am Moselufer in Richtung Cochem und Beilstein liegt der Mosel-Radweg. Durch die Gemarkung der Ortsgemeinde Valwig führen mit dem Moselsteig und dem Moselhöhenweg außerdem zwei überregionale Wanderwege.

## Persönlichkeiten

### In Valwig geboren
- Friedrich Bopparder (* um 1460–1519), Vikar, Scholaster und Stiftsdekan im Kollegiatstift St. Castor (Karden).
- Peter Bopparder (um 1470 – um 1538), Kanoniker und Stiftsdekan im Kollegiatstift St. Castor (Karden)
- Martin Gobelius (um 1535–1598), Stiftsdechant in Salmünster
- Franz Goebel (1881–1973), Kapuziner, Spiritual und Theologe